# Иерусалимское кладбище
Иерусали́мское кла́дбище — уничтоженное кладбище, которое располагалось на Иерусалимской горе (ныне — Октябрьский округ) города Иркутска. На данный момент на его месте расположен Историко-мемориальный комплекс «Иерусалимская гора». 
Могилы декабриста Иосифа Поджио и писателя Михаила Загоскина, находящиеся на территории бывшего Иерусалимского кладбища, являются памятниками истории федерального значения. Памятник на могиле Михаила Загоскина выполнен по проекту архитектора Казимира Миталя.

## История
В 1772 году на Иерусалимской горе было отведено место под кладбище.
Кроме православной части на Иерусалимском кладбище существовали католическое, лютеранское, старое еврейское и новое еврейское кладбища.
В 1795 году в центре кладбища была построена каменная церковь во имя Иерусалимской иконы Божией Матери. Церковь была разобрана во второй половине XIX века. В 1835 году стала действовать вторая каменная церковь на кладбище — Входо-Иерусалимская.
В 1890-х годах Иерусалимское кладбище было официально закрыто, но отдельные захоронения производились и в начале XX века.
В 1930-х годах была разорена древнейшая часть кладбища, на территории которой была построена парашютная вышка.
В 1930-х годах, после закрытия кладбища, часть гранитных надгробных памятников и плит, использовалась в отделочных работах при строительстве новых зданий. Об этом пишет кандидат исторических наук, профессор ИГУ Александр Дулов:

 «Один из примеров — колонны парадного входа в доме по улице Горького, где расположены авиакассы. Они вымощены надгробиями с Иерусалимского кладбища. Помню, однажды на одной из колонн я разглядел надпись «Д. Редольфи», а позже выяснил, что это имя красноярского архитектора. То есть можно предположить, что он работал над созданием надгробия, а после таким вот варварским образом его имя увековечили в архитектуре города».
В 1957 году Иерусалимское кладбище было окончательно уничтожено, на его месте открыли Центральный парк культуры и отдыха.
В 2015 году депутаты городской Думы рассматривали предложение региональной общественной организации «Иркутский исторический некрополь» по реконструкции территории бывшего кладбища. Правление иркутского «Некрополя» предполагало установить в парке 10—15 малых архитектурных форм, выполненных местными скульпторами, которые бы «соответствовали, привлекали внимание и были бы интересны».
В 2019—2022 гг. проведена реконструкция территории, а сам парк преобразован в Историко-мемориальный комплекс «Иерусалимская гора». Отреставрированы Иерусалимская лестница, Церковь во имя Входа Господня в Иерусалим, установлен памятный знак «Иерусалимское Еврейское кладбище», построена Часовня в честь Второго пришествия Христова. Проведено освещение, вымощены дорожки, установлены информационные стенды, лавочки и беседки. Найденные при реконструкции погребальные плиты покрыты защитным стеклом. Проведена формовочная вырубка, отсыпка грунта. Продолжаются работы по благоустройству территории.

## «Коммунистическая площадка»
В 1920 году на территории, прилегающей к Иерусалимскому кладбищу с севера, в братской могиле были захоронены красногвардейцы, погибшие в боях за установление Советской власти в Иркутске. В 1940 году на братской могиле был установлен Памятник борцам революции (консультанты — скульптор Г. И. Мотовилов, архитектор Л. М. Поляков, руководитель бригады — скульптор М. И. Нефёдов). Братская могила является памятником истории местного значения.
В 1920—1930-х годах территория, прилегающая к братской могиле (так называемая «Коммунистическая площадка», «Гора коммунаров»), использовалась для захоронения видных партизан, советских и партийных руководителей. Могилы О. А. Кальвица и Ф. Ф. Леонгардта, Н. А. Каландаришвили, Н. А. Бурлова, К. Д. Танаисова, находящиеся на «Коммунистической площадке», являются памятниками истории местного значения.

## Некоторые лица, погребённые на кладбище
- Памятный знак «Иерусалимское Еврейское кладбище»
- Парковая дорожка на территории мемориального комплекса
- Иерусалимская лестница
- Часовня в честь Второго пришествия Христова
- Погребальная плита